# Comité d'action politique motocycliste
Pour les articles homonymes, voir CAPM.
Le comité d'action politique motocycliste (CAPM), fondé le 2 octobre 1993, est une structure associative motocycliste au Québec.
Sa mission est la défense et la promotion des droits et libertés des motocyclistes québécois. Il tente de combattre toutes formes de discriminations à l’égard des motocyclistes et entre eux. 
C’est un organisme autonome composé uniquement de motocyclistes, sans distinction d’appartenance et sans discrimination aucune. Toutes les actions entreprises par le CAPM le sont toujours dans le cadre de la légalité.

## Missions
Voulant défendre et promouvoir les droits et libertés des motocyclistes québécois, le CAPM entend combattre toutes formes de discriminations à l’égard des motocyclistes et entre eux.
Il entend :
- être reconnu comme porte-parole politique de la communauté motocycliste du Québec et de représenter celle-ci auprès des organismes voués à l’atteinte de la mission ou susceptibles de l’entraver;
- développer l’expertise nécessaire à assurer une présence significative, que ce soit de façon informelle ou formelle, auprès des personnes ou d’organisations influentes, dans l’atteinte de la mission ;
- mettre en place, de maintenir et de supporter les structures adaptées à la mission, de manière à assurer une présence à la grandeur du Québec ;
- combattre toute forme de discrimination à l’égard des motocyclistes et entre eux.

## Revendications
La CAPM revendique :
- La motocyclette... Moyen de transport du XXIe siècle
- La motocyclette et l’industrie récréotouristique
- Le coût des immatriculations[3],[4]
- Les interdictions de circuler

## Actions

### Représentations
Le CAPM fait des représentations auprès de toute instance qui affecte les droits et libertés de motocyclistes.

### Lobbying Politique
Les politiciens municipaux et provinciaux ne sont pas toujours informés adéquatement sur la réalité du motocyclisme au Québec. Tant au niveau des discriminations que les motocyclistes subissent qu’en matière des avantages que la motocyclette peut apporter à la société.
Le CAPM agit sous forme de lobbying politique avec l’objectif de mieux informer et sensibiliser les politiciens.

### Cause sociale
En 2008, le CAPM organise des levées de fonds au profit de Fondation Interbox qui a pour but de venir en aide aux jeunes en difficultés, principalement au niveau de la motivation et du décrochage scolaire.

### Campagne contre le bruit
Voulant que la communauté motocycliste se prenne en main pour enrayer de façon durable le problème de bruit causé par certains motocyclistes, le CAPM a mis au point un projet de sensibilisation pour favoriser une cohabitation harmonieuse entre motocyclistes et riverains,.